# Sandra Izbașa
Sandra Raluca Izbașa (Bucarest, 18 de junio de 1990) es una gimnasta rumana retirada, ganadora de la medalla de oro en suelo en los Juegos Olímpicos de Pekín 2008, donde también fue bronce en la competición por equipos y campeona en salto en los Juegos Olímpicos de Londres 2012, dejando en segundo lugar a la gran favorita y campeona mundial McKayla Maroney, además de obtener la medalla de bronce por equipos.
Empezó a practicar la gimnasia con solo cuatro años, en el CSA Steaua de Bucarest. En 2002 entró a formar parte del equipo nacional rumano, y en 2003 debutó internacionalmente en el Campeonato Europeo de la categoría Junior, ganando una medalla de plata en suelo, su mejor aparato.
En 2006 debutó como gimnasta en categoría sénior, siendo una de las grandes revelaciones de ese año, ya que ganó tres medallas (oro en suelo, plata por equipos y bronce en barra de equilibrios) en los Campeonatos Europeos de Volos y dos (bronce en la general individual y plata en barra de equilibrios) en los Campeonatos Mundiales de Aarhus de ese mismo año.
En los Juegos Olímpicos de Pekín 2008 era una de las principales figuras del equipo rumano, junto a Steliana Nistor. En la competición por equipos Rumanía consiguió la medalla de bronce, por detrás de China (oro) y Estados Unidos (plata).
Izbașa se clasificó para disputar la final general individual y la final de suelo. En la final general individual concluyó en octava posición con una puntuación total de 60.750
En la final de suelo, Sandra Izbașa obtuvo una puntuación de 15.650 que le sirvió para lograr la medalla de oro, por delante de las estadounidenses Shawn Johnson (plata con 15.500) y Nastia Liukin (bronce con 15.425)

## Resultados
| Año  | Competición          | Lugar                   | Resultado                                                           |
| ---- | -------------------- | ----------------------- | ------------------------------------------------------------------- |
| 2006 | Campeonato de Europa | Volos, Grecia           | 1ª en Suelo 2ª por Equipos 3ª en Barra 7ª en Salto                  |
| 2006 | Campeonato del Mundo | Aarhus, Dinamarca       | 2ª en Barra 3ª en Individual 4ª por Equipos 6ª en Suelo 8ª en Salto |
| 2007 | Campeonato de Europa | Ámsterdam, Países Bajos | 2ª en Individual 2ª en Barra 8ª en Suelo 8ª en Salto                |
| 2007 | Campeonato del Mundo | Stuttgart, Alemania     | 3ª por Equipos 8ª en Suelo 9ª en Individual                         |
| 2007 | Campeonato de Europa | Clermont, Francia       | 1ª por Equipos 1ª en Suelo 2ª en Barra                              |
| 2008 | Juegos Olímpicos     | Pekín, China            | 1ª en Suelo 3ª por Equipos 8ª en Individual                         |
| 2012 | Juegos Olímpicos     | Londres, Inglaterra     | 1ª en Salto 3ª por Equipos 5ª en Individual                         |